# John Carlsen
John Carlsen (* 31. Dezember 1961 in Vinderød) war ein dänischer Radrennfahrer.

## Sportliche Laufbahn
Carlsen war Teilnehmer der Olympischen Sommerspiele 1984 in Los Angeles. Im Mannschaftszeitfahren belegte Dänemark mit John Carlsen, Kim Eriksen, Lars Jensen und Søren Lilholt den 7. Platz.
1982 gewann er als Amateur eine Etappe der Schweden-Rundfahrt, 1985 eine Etappe im Circuit des Mines. In jener Saison holte er die Goldmedaille im Mannschaftszeitfahren bei den Meisterschaften der Nordischen Länder. Zweite Plätze belegte er in der Berlin-Rundfahrt 1984 hinter Kim Eriksen, im Archer Grand Prix und in der nationalen Straßenmeisterschaft 1985 sowie im Eintagesrennen Paris-Connerré 1987. 
Im Etappenrennen Circuit des Mines 1985 wurde er Dritter. Die Internationale Friedensfahrt fuhr er 1985 und wurde 36. der Gesamtwertung.
1988 wurde Carlsen Berufsfahrer im Radsportteam Fagor-MBK und blieb bis 1991 als Radprofi aktiv. Seinen bedeutendsten sportlichen Erfolg hatte er 1989 mit einem Etappensieg im Giro d’Italia. 1988 hatte er eine Etappe der Portugal-Rundfahrt gewonnen.
In den Rennen der UCI-Straßen-Weltmeisterschaften 1989 und 1991 schied er aus.
Carlsen bestritt alle Grand Tours.
| Grand Tour            | 1988 | 1989 | 1990 | 1991 |
| --------------------- | ---- | ---- | ---- | ---- |
| Vuelta a EspañaVuelta | 105  | –    | DNF  | –    |
| Giro d’ItaliaGiro     | 40   | 40   | –    | –    |
| Tour de FranceTour    | 53   | 53   | DNF  | DNF  |